# Marianne Ahrne
Siv Marianne Ahrne, född 25 maj 1940 i Lund, Malmöhus län, är en svensk filmregissör och författare. 
Hon har sedan tidigt 1970-tal varit aktiv med en mängd kortfilmer och dokumentärer i olika ämnen, producerade både för svensk och utländsk TV. Dessutom har hon varit inblandad i flera TV-serieproduktioner och teateruppsättningar samt under senare år skrivit ett antal böcker. Åren 2003–2006 var hon filmkonsulent på Svenska filminstitutet.

## Biografi
Ahrne växte upp i Falköping hos sina morföräldrar men bor numera i Stockholm. 
Hon studerade vid Lunds universitet och blev 1965 filosofie magister. Hon var 1966-1967 förste amanuens vid Umeå universitet, gick 1967-1969 regilinjen vid Svenska filminstitutet. Hon har också varit litteraturkritiker i Svenska Dagbladet och filmkritiker i filmtidskriften Chaplin. Efter en rad kortfilmer och dokumentärer inspelade i såväl Sverige som många andra europeiska länder med start 1967 spelfilmsdebuterade hon 1976 med den uppmärksammade långfilmen Långt borta och nära, som även fick Guldbagge för Bästa regi, en skildring av relationen mellan en mentalvårdare och en stum patient vars tema hon vidareutvecklar i debutromanen Äppelblom och ruiner (1980).
Hon har inspirerats mycket av den polske teaterteoretikern, skaparen av den fysiska teatern, Jerzy Grotowski, och skildrat honom i såväl boken Katarina Horowitz drömmar (1990) som filmen Jerzy Grotowskis Teatr Laboratorium (1992; för italienska TV RAI). Hon har också samarbetat mycket internationellt, bland annat med franska författaren Simone de Beauvoir (prisbelönta filmen Promenad i de gamlas land med mera).
Marianne Ahrne skildrar ofta kontaktproblem mellan män och kvinnor och är intresserad av psykoanalytiska processer. Hon har företagit ett stort antal upptäcktsresor i bland annat svårtillgängliga trakter av Asien och Afrika, vilket hon skildrar i flera av sina böcker. 1989 skildrar hon i filmen Kamelresan hur hon begav sig till indiska Rajasthan för att delta i kapplöpningstävling med kameler. 
Hon är en av ledamöterna i Skaraborgs Akademi. 2003–2006 var hon filmkonsulent på Svenska filminstitutet och har där varit inblandad i ett stort antal svenska filmer, och deltog bland annat i manusarbetet till storfilmerna om Arn. Flera av hennes filmer och böcker har prisbelönats internationellt, såsom TV-serien Maskrosbarn (1989; Bästa regi respektive Manus, Monte Carlofestivalen). Hon har även skrivit dramatik och regisserat på teater och på Radioteatern.

## Annan Marianne Ahrne
Marianne Ahrne skall inte förväxlas med sin namne, översättaren Marianne Ahrne, 1944-04-13 till 2024-10-31 som har översatt böcker av Marcel Mauss och Torben Weinreich till svenska.

## Produktion

### Filmer (egna, med sändningsår)
(*Tagning Bodishka och hunden [1967])*

(*Från ett avlägset land [1968])*
- Ferai (1h, dokumentär för RAI, 1970)
- Få mig att skratta (20 min, dokumentär för TV, 1970)
- Balladen om Therese (10 min, för TV, 1970)
- Illusionernas slott (5 min, för TV, 1970)
- Om abort (30 min, dokumentär för TV inspelad i Frankrike, 1971)
- Italienska skilsmässor (30 min, dokumentär för TV, 1971)
- Jag gillar inte att leva ute i det fria (10 min, för TV, 1972)
- Den siste riddarvampyren (25 min, för TV, 1972)
- Schackspelet (5 min, för TV, 1972)
- Storstadsvampyrer (25 min, dokumentär för TV, 1972)
- Varning för tjuren! (25 min, dokumentär för TV, 1972)
- Camargue – det förlorade landet (30 min, dokumentär för TV, 1972)
- Drakar, drömmar – och en flicka från verkligheten (45 min, dokumentär för TV, 1974)
- Promenad i de gamlas land (76 min, dokumentär för TV, 1974)
- Fem dagar i Falköping (45 min, för bio, 1975)
- Långt borta och nära (1h 42 min, 1976)
- Frihetens murar (90 min, 1978)
- Svenska färger (kortfilm för bio, 1981)
- Wien – i skuggan av det förflutna (1h, för TV, 1986)
- På liv och död (90 min, med Lena Olin, 1986)
- Kamelresan (55 min, dokumentär för TV, 1989)
- Santosh – ökenflickan (15 min, för TV, 1989)
- Anand – en pojke med två ansikten (15 min, dokumentär för TV, 1989)
- Varsågod och rid! (10 min, för TV, 1989)
- Resa i åskådarens inre (1h, dokumentär för RAI, 1991)
- Jerzy Grotowskis Teatr Laboratorium (1h, för RAI, 1992)
- Gott om pojkar, ont om män? (85 min, för bio/TV, 1995)
- Flickor, kvinnor – och en och annan drake (77 min, för bio/TV, 1997)
- Vecka 21 – och sen… (30 min, för Folkhälsoinstitutet, 1998)
- Fem över tolv (60 min, för bio/TV, 2000)

Källa: 

* = noteras ej i CV på Dramadirekt.com.

Not: Alla filmerna från 1972 är inspelade i Frankrike.

### TV-serier
- Den tredje lyckan (1983)
- Maskrosbarn (1989)
- Flickan vid stenbänken (1989)
- Rosenholm (18x30 min, för TV4, 1991)
- 2018 – På spåret (TV-serie)

### Radioprogram
- radioprogram från Indien (4x45 min, 1984)
- Voodoo, vildar och varulvar – en resa i Haitis inre (1h, 1985)

### Teater
- Miraklet (regi och översättning, Länsteatern i Jönköping, 1987)
- Dybbyk (regi, radioteater, 1990)
- I dödsskuggans dal (medförfattare, 1997)